# Балин (остановочный пункт)
Балин (пол. Balin) — остановочный пункт в селе Балин в гмине Хшанув, в Малопольском воеводстве Польши. Бывшая промежуточная станция. Имеет 2 платформы и 2 пути.
Остановочный пункт на железнодорожной линии Домброва-Гурнича Зомбковице — Явожно-Щакова — Тшебиня — Краков.